# Aquanectria
Aquanectria is een geslacht van schimmels behorend tot de familie Nectriaceae. De typesoort is Aquanectria penicillioides.

## Soorten
Het bevat zeven soorten (peildatum maart 2023):
| Soortnaam                  | Auteur(s)                         | Publicatiejaar |
| -------------------------- | --------------------------------- | -------------- |
| Aquanectria devians        | Gordillo & Decock                 | 2019           |
| Aquanectria filiformis     | Gordillo & Decock                 | 2019           |
| Aquanectria jacinthicolor  | S.K. Huang, R. Jeewon & K.D. Hyde | 2018           |
| Aquanectria penicillioides | (Ingold) L. Lombard & Crous       | 2015           |
| Aquanectria submersa       | (H.J. Huds.) L. Lombard & Crous   | 2015           |
| Aquanectria tenuispora     | Gordillo & Decock                 | 2019           |
| Aquanectria tenuissima     | Gordillo & Decock                 | 2019           |